# 锡斯巴赫
锡斯巴赫是德国莱茵兰-普法尔茨州的一个市镇。总面积7.43平方公里，总人口378人，其中男性186人，女性192人（2011年12月31日），人口密度51人/平方公里。